# Jataí (ort)
Jataí (engelska: Jatai) är en ort i Brasilien.   Den ligger i kommunen Jataí och delstaten Goiás, i den centrala delen av landet, 500 km sydväst om huvudstaden Brasília. Jataí ligger 741 meter över havet och antalet invånare är 76 547.
Terrängen runt Jataí är platt österut, men västerut är den kuperad. Det finns inga andra samhällen i närheten.
Omgivningarna runt Jataí är huvudsakligen savann. Runt Jataí är det glesbefolkat, med 11 invånare per kvadratkilometer.